# Dilophus hummeli
Dilophus hummeli är en tvåvingeart som beskrevs av Oswald Duda 1934. Dilophus hummeli ingår i släktet Dilophus och familjen hårmyggor. Inga underarter finns listade i Catalogue of Life.